# Andreas Kupfer
Pour les articles homonymes, voir Kupfer.
Andreas Kupfer (né le 7 mai 1914 à Schweinfurt et mort le 30 avril 2001) est un footballeur international allemand.

## Biographie
Kupfer joue toute sa carrière dans le club du 1. FC Schweinfurt 05 (1933-1954).
Il est également international avec l'équipe d'Allemagne (44 matchs/1 but), et participe à la coupe du monde 1938.
Kupfer est l'un des deux joueurs du 1. FC Schweinfurt 05 qui font partie du « XI de Breslau » qui écrase le Danemark 8-0 à Breslau en 1937 et qui gagne 10 matchs sur 11 cette année-là. Ander Kupfer est l'un des meilleurs milieux défensifs de l'histoire du football allemand et est le seul joueur à avoir joué le dernier match international de l'Allemagne avant la Seconde Guerre mondiale (joué en 1942) et le premier de l'équipe après la guerre (en 1950). Kupfer devient célèbre dans le football allemand avec son coéquipier de Schweinfurt, Albin Kitzinger. Ils forment l'un des meilleurs duos d'arrières de l'époque. Kupfer joue entre lui et Ludwig Goldbrunner, et le trio est considéré comme l'un des plus efficaces à l'époque où l'Allemagne joue en 2-3-5. En 1938, il est appelé pour jouer dans une équipe mondiale qui défie l'Angleterre à Highbury. Il finit sa carrière en 1954 après avoir joué environ 650 matchs pour le FC Schweinfurt 05.